# Классика Пиренеев (женская)
Классика Пиренеев (фр. Classique des Pyrénées Dames) — шоссейная однодневная велогонка, проходящая по территории Франции с 2017 года.

## История
С момента своего создания гонка стала проходить в рамках календаря женского Кубка Франции. В сезонах 2018 и 2019 года являлась его финальной гонкой.
Маршрут гонки проходит в департаменте Верхние Пиренеи и меняется каждый год. Протяжённость дистанции составляет от 95 до 120 км.

## Призёры
| Год  | Победитель   | Второй        | Третий           |
| ---- | ------------ | ------------- | ---------------- |
| 2017 | Эвита Мьюзик | Эдвиж Питель  | Emeline Eustache |
| 2018 | Жад Вьель    | Мари Ле Нет   | Manon Souyris    |
| 2019 | Лена Жеро    | Lucie Jounier | Emeline Eustache |